# Si Saowaphak
Si Saowaphak (vollständiger Name Somdet Phra Si Saowaphak, Thai: สมเด็จพระศรีเสาวภาคย์, auch: Phrabat Somdet Phra Sanphet IV – พระบาทสมเด็จพระสรรเพชญที่ ๔; † 1611?) war für etwa 14 Monate König des Königreichs Ayutthaya in Siam (heute Thailand) als Nachfolger von König Ekathotsarot.

## Abstammung und Leben
Prinz Si Saowaphak war der Sohn von König Ekathotsarot. Sein älterer Bruder, Prinz Suthat, wurde zwar 1607 zum Uparat (Vizekönig und Thronfolger) ernannt, jedoch wurde er kurz darauf von Paya Nai Wai der Verschwörung gegen den König angeklagt, und von Ekathotsarot schweren Herzens zum Tode verurteilt. Vom König wurde erwartet, dass er seinen zweitältesten Sohn Prinz Si Saowaphak zum Kronprinzen ernennen würde, jedoch unternahm der König nichts in dieser Richtung.
Als König Ekathotsarot 1610 starb, folgte ihm Prinz Si Saowaphak auf den Thron. Man sagt, Si Saowaphak sei auf einem Auge blind gewesen und sei für das Amt völlig ungeeignet. Nur wenige Monate nach der Thronbesteigung führte der Verteidigungsminister (Thai: ออกญากลาโหม - Okya Kalahom) Suriyawong, der spätere König Prasat Thong, einen Staatsstreich an, in dessen Folge Si Saowaphak getötet und sein Bruder Prinz Si Sin (später König Songtham) am 16. November 1611 den Thron bestieg.
König Si Saowaphak wird von einigen Historikern als „Scheinkönig“ oder „Phantomkönig“ bezeichnet, da nur wenige schriftliche Zeugnisse seiner Herrschaft existieren. Zum Beispiel wurde Si Saowaphak von dem Chronisten Jeremias Van Vliet, Kaufmann der VOC, der von 1633 Jahre bis 1642 in Ayutthaya lebte, in seiner „Kurzen Geschichte der thailändischen Könige“ (Cort Verhael van't naturel eijnde der vollbrachter tijt ende successie der Coningen van Siam, voor sooveel daer bij d'oude historien bekennt sijn) aus dem Jahr 1640 gar nicht erwähnt.